# Oaphantes pallidulus
Oaphantes pallidulus (Banks, 1904) è un ragno appartenente alla famiglia Linyphiidae.
È l'unica specie nota del genere Oaphantes.

## Distribuzione
La specie è stata rinvenuta negli Stati Uniti, nello Stato della California.

## Tassonomia
Dal 1943 non sono stati esaminati esemplari, né sono state descritte sottospecie.